# Hiperkaliemiczne porażenie okresowe
Hiperkaliemiczne porażenie okresowe (choroba Gamstorp, ang. hyperkalemic periodic paralysis, HYPP, Gamstorp episodic adynamy) – choroba genetyczna z grupy kanałopatii, spowodowana mutacją w genie kanału sodowego SCN4A w locus 17q23.1-q25.3. Dziedziczona jest autosomalnie dominująco. Objawia się napadami osłabienia mięśni, z początkiem w 1. i 2. dekadzie życia, trwającymi od 30 minut do kilku godzin. W rozpoznaniu stosuje się często test wysiłkowy, prowokujący objawy. Chorobę opisała Ingrid Gamstorp w 1956 roku.
Choroba występuje znacznie częściej u koni niż u ludzi; objawy i patomechanizm są te same.

## Leczenie
Leczenie może polegać na podawaniu:
- glukozy i węglowodanów;
- diuretyków takich jak: tiazydy, furosemidy i acetazolamidy;
- dożylnie glukozy i insuliny.